# Ceylonbeo
De ceylonbeo (Gracula ptilogenys) is een vogelsoort die behoort tot de spreeuwachtigen (Sturnidae). De vogel werd in 1846 door de Britse vogelkundige Edward Blyth als aparte soort geldig beschreven. Het is een endemische vogel van Sri Lanka.

## Kenmerken
De ceylonbeo is 25 cm lang. De vogel lijkt sterk op de Indiase beo (G. indica).  Bij de ceylonbeo zijn de vorm en de plaats van gele lellen en stukjes naakte huid anders en kleiner. Verder heeft de ceylonbeo een dikkere snavel. Beide soorten zijn vogelsoorten van het tropische bos.

## Verspreiding en leefgebied
De ceylonbeo heeft een betrekkelijk klein verspreidingsgebied en daardoor is er de kans op uitsterven. De soort komt alleen plaatselijk voor en is schaars. De vogel wordt ook gezien in tuinen en plantages en kan zich kennelijk aanpassen aan secundair bos.

## Status
De grootte van de populatie is niet gekwantificeerd. Het leefgebied neemt in oppervlakte af door voortgaande ontbossing en habitatfragmentatie. Daarom staat de ceylonbeo als gevoelig op de Rode Lijst van de IUCN.